# Onosma armenum
Onosma armenum är en strävbladig växtart som beskrevs av Dc. Onosma armenum ingår i släktet Onosma och familjen strävbladiga växter. Inga underarter finns listade i Catalogue of Life.